# Edvard Linna
Edvard Ferdinand Linna (Mikkeli, 26 agosto 1886 – Helsinki, 30 dicembre 1974) è stato un ginnasta finlandese.

## Palmarès

### Olimpiadi
- Bronzo a Londra 1908 nel concorso a squadre.